# Hérémakono
Hérémakono és una ciutat i subprefectura de Guinea, a la prefectura de Faranah, regió de Faranah. La seva població al cens del 2014 era de 12.890 habitants (la suprefectura, equivalent a un municipi)

## Història
Antigament se l'anomenava Hérimakono. Fou conquerida per Samori Turé el 1880. La conquesta francesa es va produir al mateix temps que la de Faranah i es va establir una posició militar a la població. (vegeu Faranah)
Poc després va rebre una protesta del sergent britànic comandant de les posicions de Falaba i Caliere, que va rebutjar l'establiment francès a Hérimakono que considerava britànic. En aquell moment les bandes de Bilali van reaparèixer i Briquelot va ignorar les protestes britàniques i va seguir la persecució (15 de febrer). Va lliurar a Bilali alguns combats de rereguarda a Kalaya, Somakala, Kiremba, Samagoudou, arribant a Tembicounda, a les fonts del Níger, el 7 de març (prop de la frontera amb Sierra Leone). Va seguir llavors al sud, va rebutjar als sofes de Guédé després d'una darrera escaramussa i Bilali, abandonat per quasi tots els seus, va estar a punt de ser atrapat al gué de Dembayola però el tirador que el va atrapar es va quedar amb el seu mboubou a les mans, escapant Bilali sense camisa i refugiant-se a territori de Sierra Leone. El Kouranko quedava perdut per Samori.
Briquelot va tornar a Faranna, on va instal·lar una companyia de tiradors; va destacar també una secció a Hérimakono i en va enviar una a Kouroussa i amb la resta dels seus homes es va dirigir a Benty obrint així una nova ruta entre el Sudan i l'oceà; pel camí va fundar la posició d'Ouossou al Tamisso, arribant a Benty el 9 de maig. Fou ascendit a comandant i va tornar a França sent enviat poc després a Tonkin, morint a Hanoi el 22 d'abril de 1896.